# Petrovo Polje
Petrovo Polje är en slätt i Kroatien. Den ligger i den södra delen av landet, 220 km söder om huvudstaden Zagreb.